# Rocco Fortunato
Rocco Fortunato (Roma, 27 febbraio 1963 – Roma, 31 agosto 2017) è stato uno scrittore e musicista italiano.

## Biografia
Nato a Roma il 27 febbraio 1963, negli anni ottanta forma insieme a Corrado Ceccere (basso) e Massimo Fidani (batteria) il gruppo Hard rock Miss Daisy (nel quale è cantante e chitarrista) pubblicando un unico album, Pizza Connection nel 1989.
Nel 1999 esordisce in campo letterario con il romanzo autobiografico I reni di Mick Jagger vincendo il Premio Fenice-Europa nella sezione Claudia Malizia, il Premio del Giovedì Marisa Rusconi ed il Premio letterario Cava dei Tirreni.
L'anno successivo dà alle stampe la sua seconda opera, il romanzo Fabbricato in Italia.
Muore il 31 agosto 2017.

## Opere

### Romanzi
- I reni di Mick Jagger, Roma, Fazi, 1999 ISBN 88-8112-117-4
- Fabbricato in Italia, Roma, Fazi, 2000 ISBN 88-8112-151-4

## Discografia
- Pizza connection (1989) con i Miss Daisy (GWR Records)